# 今井環
今井 環（いまい たまき、1953年6月3日 - ）は、元日本放送協会 (NHK) の職員。元公益財団法人NHK交響楽団理事長。日本相撲協会年寄資格審査委員会委員長。

## 経歴
- 愛光高等学校[2]を経て、東京大学文学部卒業。
- 1976年（昭和51年）にNHK入局。仙台放送局、青森放送局三沢報道室(現、三沢支局)などを歴任。
- 1981年（昭和56年）に報道局政治部記者となり、自由民主党木曜クラブ・経世会の取材を担当した。
- 1993年（平成5年）にワシントン支局へ異動し、ホワイトハウスや国防総省などの取材を担当した。
- 1996年6月 報道局取材センター（政治）記者[3]
- 2001年6月 報道局取材センター（政治）統括担当部長[3]
- 2002年6月 報道局記者主幹[3]

（2002年4月から2006年3月まで『NHKニュース10』のメインキャスターを務めた）
- 2006年6月 報道局編集主幹（2008年6月から2012年4月まで理事を務めた）
- 2013年
  - 4月 NHKエンタープライズ 経営主幹[3]
  - 6月 NHKエンタープライズ 専務取締役[3]
- 2014年6月 NHKエンタープライズ 代表取締役社長[3]
- 2016年3月 公益財団法人日本相撲協会 外部理事[4]
- 2016年6月 公益財団法人NHK交響楽団理事長[5]
- 2018年6月 退職

## 人物・言動
- NHKの籾井会長をめぐる一連の騒動について「早く落ち着いてほしい」と発言。また、籾井会長が理事から辞表を預かった件について、自身のNHK理事の経験から「辞表の提出を求められたことはない。驚いた。よくあることと言うが、私はあまり聞いたことがない」と語った[6]。

## 家族
父の今井琉璃男（1928年1月14日 - ）は愛媛新聞社会長、愛媛CATV社長などを歴任した。